# Uherské Hradiště
Uherské Hradiště (pronuncia IPA: ˈuɦɛrskɛː ˈɦraɟɪʃcɛ, in tedesco Ungarisch Hradisch, in ungherese Magyarhradis, letteralmente "Fortezza Ungherese") è una città della Repubblica Ceca nella Moravia meridionale, nella Regione di Zlín, capoluogo del distretto omonimo. È il centro più importante della regione storica della Slovacchia morava.

## Geografia fisica
La città si trova sul fiume Morava nella Moravia meridionale a solo 30 km dal confine con la Slovacchia.

## Storia
La città venne fondata nel 1257 da Ottocaro II di Boemia.

## Sport

### Calcio
La squadra principale della città è il 1. FC Slovácko. Milita nella massima serie del Campionato ceco.